# Águas de São Pedro
Águas de São Pedro är en stad och kommun i Brasilien och ligger i delstaten São Paulo. Den är en av Brasiliens till ytan näst minsta kommuner (3,612 km²) och befolkningen uppgår till cirka 3 000 invånare. Águas de São Pedro blev en egen kommun 1948, från att tidigare tillhört São Pedro.

## Klimat
|                                            | Jan   | Feb   | Mar   | Apr  | Maj  | Jun  | Jul  | Aug  | Sep  | Okt   | Nov   | Dec   |
| ------------------------------------------ | ----- | ----- | ----- | ---- | ---- | ---- | ---- | ---- | ---- | ----- | ----- | ----- |
| Normaldygnets maximitemperaturs medelvärde | 30,8  | 30,9  | 30,6  | 28,9 | 26,8 | 25,7 | 25,9 | 28,1 | 29,0 | 29,6  | 30,2  | 30,1  |
| Normaldygnets minimitemperaturs medelvärde | 19,3  | 19,5  | 18,8  | 16,1 | 13,4 | 12,0 | 11,4 | 12,8 | 14,8 | 16,5  | 17,4  | 18,7  |
|                                            |       |       |       |      |      |      |      |      |      |       |       |       |
| Nederbörd                                  | 221,5 | 191,2 | 149,2 | 71,8 | 62,3 | 44,1 | 26,7 | 27,1 | 64,3 | 124,0 | 133,5 | 191,8 |

| Diagram | temperaturer i °C • månadsnederbörd i mm • Källa: Cepagri | temperaturer i °C • månadsnederbörd i mm • Källa: Cepagri | temperaturer i °C • månadsnederbörd i mm • Källa: Cepagri | temperaturer i °C • månadsnederbörd i mm • Källa: Cepagri | temperaturer i °C • månadsnederbörd i mm • Källa: Cepagri | temperaturer i °C • månadsnederbörd i mm • Källa: Cepagri | temperaturer i °C • månadsnederbörd i mm • Källa: Cepagri | temperaturer i °C • månadsnederbörd i mm • Källa: Cepagri | temperaturer i °C • månadsnederbörd i mm • Källa: Cepagri | temperaturer i °C • månadsnederbörd i mm • Källa: Cepagri | temperaturer i °C • månadsnederbörd i mm • Källa: Cepagri | temperaturer i °C • månadsnederbörd i mm • Källa: Cepagri |
|         | 222 31 19                                                 | 191 31 20                                                 | 149 31 19                                                 | 72 29 16                                                  | 62 27 13                                                  | 44 26 12                                                  | 27 26 11                                                  | 27 28 13                                                  | 64 29 15                                                  | 124 30 17                                                 | 134 30 17                                                 | 192 30 19                                                 |